# フアット・オクタイ
フアット・オクタイ（トルコ語：Fuat Oktay、1964年 - ）は、トルコの政治家、公務員、学者。レジェップ・タイイップ・エルドアン政権で初代副大統領を務めていた。元首相府次官。

## 経歴
1964年にヨズガト州チェケレクで誕生した。1985年にチュクロバ大学経営学部を卒業後、同大学の研究助手として勤務した。1990年にアメリカの自動車産業の中心地であるミシガン州デトロイトのウェイン州立大学で製造工学とビジネスの修士号を取得した。そして同じ大学で産業工学の博士号を取得し、航空及び自動車産業を専門としており、またベイケント大学の経営管理部長と副学部長を務めた。
2008年から2012年の間にトルコ航空で戦略的計画・事業開発・販売・マーケティング・生産計画・情報技術を担当する副総支配人を務めた。
トルコ航空宇宙産業の取締役会とトルコ航空の技術委員会のメンバー及びテュルク・テレコムの取締役会の副会長も務めた。

## 政治的キャリア
2012年1月2日から2016年6月19日まで災害及び緊急事態管理の責任者を務めた。そして2016年6月19日から2018年7月9日まで首相府の次官を務めた。
2018年7月10日にトルコの初代副大統領に任命された。

## 私生活
オクタイは結婚していて、3人の子供がいる。